# Калькуррупе
Калькуррупе (исп. Río Calcurrupe) — река в провинции Ранко области Лос-Риос на юге Чили. Длина — 15 км.
Сбрасывает воду из озера Майуэ, впадает в озеро Ранко, для которого является основным источником. Долина реки является частью разлома Футроно. Высота устья 70 м над уровнем моря.
Река Калькуррупе наряду с соседней рекой Каунауэ пользуется популярностью среди туристов и любителей рыбной ловли на мух.